# Élections législatives portugaises de 1999
Les élections législatives portugaises de 1999 (en portugais : Eleições legislativas portuguesas de 1999) se sont tenues le 10 octobre 1999 afin d'élire les 230 députés de la huitième législature de l'Assemblée de la République pour un mandat de quatre ans.
Le scrutin est de nouveau remporté à la majorité relative par le Parti socialiste (PS).

## Contexte
Depuis 1987, le Portugal connaît une importante stabilité politique puisque seulement trois gouvernements ont été formés en 12 ans, contre dix au cours des 13 années précédentes.
Lors des élections législatives du 1er octobre 1995, le Parti socialiste (PS) du député António Guterres brise un cycle de dix ans d'opposition parlementaire. Il remporte 45 % des voix et 112 députés sur 230, ce qui constitue à l'époque le meilleur résultat de l'histoire du parti. Il devance sans difficulté Parti social-démocrate (PPD/PSD), au pouvoir depuis 1985 et mené par l'ancien ministre de la Défense Fernando Nogueira. Après huit années de majorité absolue au Parlement, les libéraux obtiennent seulement 88 parlementaires avec 35 % des suffrages. Le Parti populaire (CDS–PP), formation conservatrice et souverainiste héritière de la démocratie chrétienne, devient pour la première fois depuis 1976 la troisième force politique du pays, recueillant 9,2 % des bulletins et 15 sièges. Il devance donc la Coalition démocratique unitaire (CDU), formée autour du Parti communiste portugais (PCP), qui obtient la quatrième place avec 8,7 % des voix et 15 élus.
En conséquence, Guterres est appelé aux fonctions de Premier ministre et constitue un gouvernement minoritaire, ce qui constitue une première depuis le premier cabinet du socialiste Mário Soares en 1976.
À peine trois mois plus tard se tient l'élection présidentielle. Le maire socialiste de Lisbonne Jorge Sampaio et l'ancien chef de l'exécutif libéral Aníbal Cavaco Silva y sont les seuls candidats après le retrait de deux représentants des partis de gauche radicale. Avec 54 % des voix, Sampaio s'impose lors de l'unique tour de scrutin et devient président de la République à la suite de Soares. Nogueira renonce à diriger le PPD/PSD et se trouve remplacé par l'ancien ministre Marcelo Rebelo de Sousa.
Le 13 octobre 1996, le PS s'impose à la majorité relative lors des élections à l'Assemblée législative régionale des Açores. Carlos César devient ensuite président du gouvernement de la Région autonome. C'est le premier socialiste à diriger un exécutif autonome portugais depuis l'adoption de la Constitution de la IIIe République.
Les élections locales du 14 décembre 1997 confirment la domination socialiste mais augurent d'une remontée des libéraux qui conquièrent dix villes supplémentaires. Ainsi, le PS et le PPD/PSD en gouvernent autant l'un que l'autre. Le Parti socialiste gouverne toujours quatre des cinq plus importantes communes portugaises, perdant Vila Nova de Gaia au profit du Parti social-démocrate mais s'emparant d'Amadora au détriment de la Coalition démocratique unitaire.
Les socialistes s'imposent enfin aux élections européennes du 13 juin 1999 où leur liste, conduite par l'ancien Premier ministre puis président de la République Mário Soares obtient plus de 43 % des suffrages et 12 députés européens sur 25, contre 31 % et 9 élus pour les libéraux. Les deux parlementaires respectifs de la CDU et du CDS-PP complètent la délégation portugaise.

## Mode de scrutin
Le mode de scrutin retenu, fixé par la loi électorale du 15 novembre 1974, prévoit l'élection des députés au scrutin proportionnel suivant la méthode d'Hondt, connue pour avantager les partis arrivés en tête.
La loi électorale, conformément aux dispositions constitutionnelles, établit le nombre de députés à 230, le maximum autorisé. Les députés sont élus dans 22 circonscriptions électorales, à savoir les 18 districts du Portugal, les Açores, Madère, l'Europe, et le reste du monde.

## Principaux partis et chefs de file
| Parti | Parti                                                          | Idéologie                                         | Chef de file                      | Résultats en 1995           |
| ----- | -------------------------------------------------------------- | ------------------------------------------------- | --------------------------------- | --------------------------- |
|       | Parti socialiste Partido Socialista                            | Centre gauche Social-démocratie, progressisme     | António Guterres Premier ministre | 43,8 % des voix 112 députés |
|       | Parti social-démocrate Partido Social Democrata                | Centre droit Libéralisme                          | José Manuel Durão Barroso         | 34,1 % des voix 88 députés  |
|       | Parti populaire Partido Popular                                | Centre droit Démocratie chrétienne, conservatisme | Paulo Portas                      | 9,1 % des voix 5 députés    |
|       | Coalition démocratique unitaire Coligação Democrática Unitária | Gauche Communisme, écologie                       | Carlos Carvalhas                  | 8,6 % des voix 15 députés   |

## Résultats

### Scores
|                        |                                                    |           |       |               |        |               |  |  |  |  |  |  |  |  |
| Partis                 | Partis                                             | Voix      | %     | +/-           | Sièges | +/-           |  |  |  |  |  |  |  |  |
|                        | Parti socialiste (PS)                              | 2 385 922 | 44,96 | 0,35          | 115    | 3             |  |  |  |  |  |  |  |  |
|                        | Parti social-démocrate (PPD/PSD)                   | 1 750 158 | 32,98 | 1,80          | 81     | 7             |  |  |  |  |  |  |  |  |
|                        | Coalition démocratique unitaire (CDU)              | 487 058   | 9,18  | 0,44          | 17     | 2             |  |  |  |  |  |  |  |  |
|                        | Parti populaire (CDS-PP)                           | 451 643   | 8,51  | 0,72          | 15     | en stagnation |  |  |  |  |  |  |  |  |
|                        | Bloc de gauche (BE)                                | 132 333   | 2,49  | 1,26          | 2      | 2             |  |  |  |  |  |  |  |  |
|                        | Parti communiste des travailleurs portugais (PCTP) | 40 006    | 0,75  | 0,04          | 0      | en stagnation |  |  |  |  |  |  |  |  |
|                        | Parti de la Terre (MPT)                            | 19 938    | 0,38  | 0,24          | 0      | en stagnation |  |  |  |  |  |  |  |  |
|                        | Parti populaire monarchiste (PPM)                  | 16 522    | 0,31  | N/A           | 0      | en stagnation |  |  |  |  |  |  |  |  |
|                        | Parti de la solidarité nationale (PSN)             | 11 488    | 0,22  | en stagnation | 0      | en stagnation |  |  |  |  |  |  |  |  |
|                        | Parti humaniste (PH)                               | 7 346     | 0,13  | Nv.           | 0      | en stagnation |  |  |  |  |  |  |  |  |
|                        | Parti ouvrier d'unité socialiste (POUS)            | 4 104     | 0,08  | 0,04          | 0      | en stagnation |  |  |  |  |  |  |  |  |
|                        | Parti démocratique de l'Atlantique (PDA)           | 438       | 0,01  | 0,03          | 0      | en stagnation |  |  |  |  |  |  |  |  |
|                        |                                                    |           |       |               |        |               |  |  |  |  |  |  |  |  |
| Suffrages exprimés     | Suffrages exprimés                                 | 5 306 908 | 98,00 |               |        |               |  |  |  |  |  |  |  |  |
| Votes nuls             | Votes nuls                                         | 108 194   | 2,00  |               |        |               |  |  |  |  |  |  |  |  |
| Total                  | Total                                              | 5 415 102 | 100   | -             | 230    | en stagnation |  |  |  |  |  |  |  |  |
| Abstentions            | Abstentions                                        | 3 449 502 | 38,91 |               |        |               |  |  |  |  |  |  |  |  |
| Inscrits/Participation | Inscrits/Participation                             | 8 864 604 | 61,09 |               |        |               |  |  |  |  |  |  |  |  |